# Polizeiruf 110: Abseitsfalle
Abseitsfalle ist ein Kriminalfilm des HR von Marc Hertel aus dem Jahr 2003 und erschien als 247. Folge der Filmreihe Polizeiruf 110. Es ist für das Ermittlertrio Schlosser (Dieter Montag), Reeding (Dennenesch Zoudé) und Dreyer (Barbara Rudnik) der letzte Fall, den sie ermitteln.
Die Offenbacher Kriminalbeamten haben den Tod eines Fußballfans aufzuklären. Ihre Ermittlungen führen in die Reihen der Vereinsmitglieder.

## Handlung
Nachdem Kommissar Robert Grosche (Oliver Stokowski) in Grauzone einem Anschlag zum Opfer fiel, wird das Ermittlertrio durch Simone Dreyer (Barbara Rudnik) wieder komplettiert.
Nach einem Fußballspiel der Offenbacher Kickers gegen Darmstadt 98 wird Paul Ramlow tot aufgefunden. Am Fundort findet sich auch ein Darmstädter Fanschal. Erste Befragungen von Fußballfans und Anwohnern ergeben keine Hinweise. Allerdings ist der junge Mann bereits strafrechtlich in Erscheinung getreten, was seiner eigenen Fußballkarriere nicht förderlich war. Nach Aussagen seiner damaligen Trainer war Ramlow sehr begabt. Hauptkonkurrent bei den Offenbacher Kickers war seinerzeit Frank Mathias, mit dem Ramlow in einer Mannschaft gespielt hatte, mit dem er sich aber nicht sehr gut verstanden hatte. Nach einer Sportverletzung musste Mathias seine Fußballerkarriere abbrechen und Jugendtrainer werden. Seine Fans halten ihn jedoch noch immer für ihren Helden, durch den sie seinerzeit aufgestiegen waren.
Nachdem die DNA-Auswertung abgeschlossen ist, können Anhaftungen am Fanschal des Opfers dem Offenbacher Fan Stefan Klein zugeordnet werden. Dieser räumt ein, dem Toten den Schal umgelegt zu haben, damit es nach einer Tat von Hooligans aussieht. Damit wollte er sein Idol Frank Mathias schützen. Den hatte er zufällig dabei beobachtet, wie er sich mit Ramlow gestritten und diesen am Ende niedergestochen hatte. Als Mathias festgenommen wird, gibt er die Tat zu, die er aus Eifersucht begangen hätte, weil sein alter Widersacher ihm seine Freundin ausgespannt hatte. Ramlow wollte an jenem Tag eigentlich Frieden schließen, aber Mathias war dazu nicht bereit gewesen.

## Hintergrund
Mit diesem letzten Fall des Offenbacher Ermittlertrios verabschiedet sich auch  Regisseur Marc Hertel vom Polizeiruf 110, der bei vier der sechs Offenbacher Fälle die Regie führte. Die Drehbuchautoren Rudolf Bergmann und Rolf Silber waren sogar in fünf der Fälle mit dabei.

## Kritik
Rainer Tittelbach von tittelbach.tv meint, der Film ist: „nicht mehr als eine sonntägliche Mördersuche nach Schema F. Die üblichen Verdächtigen, ein bisschen halbherzige Gesellschaftskritik. Nach dem Krimi ist vor dem Krimi. Wo es an stofflicher Substanz fehlt, muss der Regisseur ran. Und der inszenierte nach dem Motto: Wenn Polizisten-Mienen Trauer tragen. Da weiß man dann nie genau, ob der Missmut, mit dem die Kommissare am Ermitteln sind, Absicht ist, oder ob die gefrustete Tonlage, die sich durch den Film zieht, nicht auch ein wenig mit der nicht optimalen Chemie zwischen Zoudé, Sonntag und Rudnik während der Dreharbeiten zu tun hatte.“
Die Kritiker der Fernsehzeitschrift TV Spielfilm lobten diesen Polizeiruf mit dem „Daumen nach oben“ und meinten, er sei ein „ruhig inszenierter TV-Krimi, der mit Gespür für das Milieu die Fan-Spieler-Beziehung hinterfragt“.